# Горњи Крстац
Мали Крстац или Горњи Крстац (алб. Kërsteç) је горанско село у Општини Гора, на Косову и Метохији. По законима привремених институција Косова ово насеље је у саставу општине Драгаш. Атар насеља се налази на територији катастарске општине Крстац површине 1305 ha. Село се први пут помиње 1348. године у Арханђеловској повељи. На брду Пантелевац стоје темељи цркве Св. Пантелејмона. Народно предање каже да су се звона са ове цркве могла чути чак у Албанији. У близини села сачувани су остаци још двеју цркава и старог хришћанског гробља.

## Демографија
Насеље има горанску етничку већину.
Број становника на пописима:
- попис становништва 1948. године: 242
- попис становништва 1953. године: 229
- попис становништва 1961. године: 247
- попис становништва 1971. године: 292
- попис становништва 1981. године: 415
- попис становништва 1991. године: 437